# Luiz Felipe Fonteles

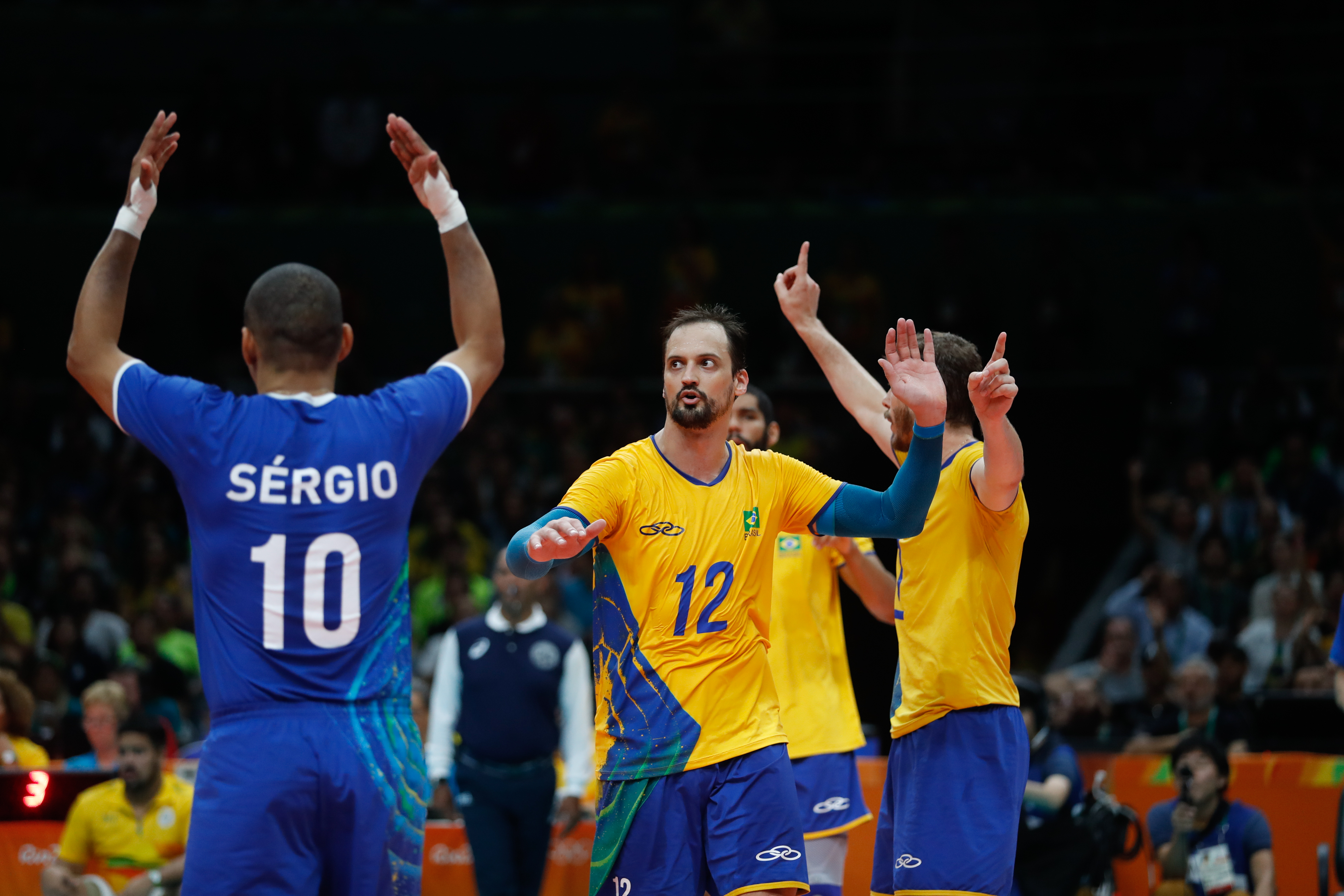
Luiz Felipe Fonteles w meczu finałowym Igrzysk Olimpijskich 2016

Luiz Felipe Marques Fonteles (ur. 19 czerwca 1984 w Kurytybie) – brazylijski siatkarz, reprezentant kraju, grający na pozycji przyjmującego.

## Sukcesy klubowe
Liga brazylijska:
- 2018, 2019
- 2003, 2015, 2016

Puchar CEV:
- 2004

Puchar Top Teams:
- 2007

Liga japońska:
- 2008

Liga grecka:
- 2010

Puchar Polski:
- 2013

Liga polska:
- 2013

Puchar Challenge:
- 2014

Liga turecka:
- 2017
- 2014

Puchar Brazylii:
- 2015

Klubowe Mistrzostwa Ameryki Południowej:
- 2016
- 2020

Superpuchar Brazylii:
- 2018, 2019

Puchar Cesarza Japonii:
- 2020

## Sukcesy reprezentacyjne
Mistrzostwa Ameryki Południowej Kadetów:
- 2000

Mistrzostwa Świata Kadetów:
- 2001

Mistrzostwa Ameryki Południowej Juniorów:
- 2002

Mistrzostwa Świata Juniorów:
- 2003

Mistrzostwa Ameryki Południowej:
- 2003, 2005, 2013

Puchar Ameryki:
- 2005

Letnia Uniwersjada:
- 2011

Igrzyska Panamerykańskie:
- 2011

Liga Światowa:
- 2013, 2016

Puchar Wielkich Mistrzów:
- 2013

Mistrzostwa Świata:
- 2014, 2018

Igrzyska Olimpijskie:
- 2016

## Nagrody i wyróżnienia
- 2000 - Najlepszy atakujący Mistrzostw Ameryki Południowej Kadetów
- 2013 - MVP i najlepszy atakujący turnieju finałowego Pucharu Polski
- 2013 - Najlepszy zagrywający turnieju finałowego Ligi Mistrzów
- 2013 - MVP w finale o Mistrzostwo Polski
- 2015 - Najlepszy zagrywający ligi brazylijskiej w sezonie 2014/2015